# Bologaia
Bologaia – wieś w Rumunii, w okręgu Marusza, w gminie Pogăceaua. W 2011 roku liczyła 28 mieszkańców.